# Střední pístová rychlost

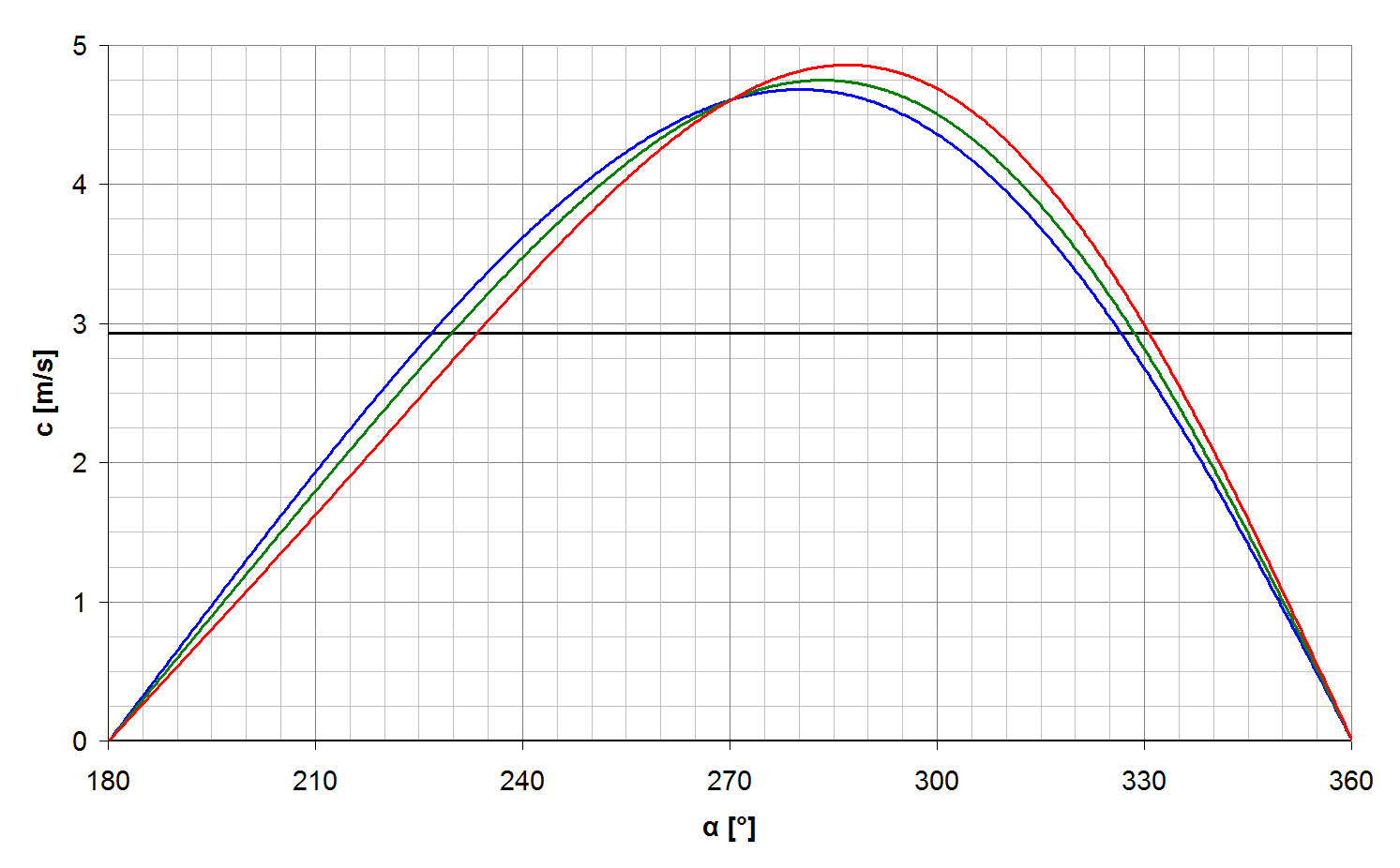
Porovnání střední pístové rychlosti (černá čára) a skutečné rychlosti pístu (barevné čáry pro různé délky ojnic) při pohybu z dolní do horní úvratě. Otáčky = 1.000 min^{−1}, zdvih = 88 mm. Poměr l/r ojnice: 3 - červená, 4 - zelená, 5,5 - modrá

Střední pístová rychlost je technická veličina, jeden z parametrů, kterými se popisují vlastnosti pístových strojů. Především u spalovacích motorů někdy slouží jako měřítko jejich konstrukční vyspělosti. Lze díky ní porovnávat motory různých hlavních rozměrů, a tedy s různými pracovními otáčkami.
Je definovaná jako průměrná dráha uražená pístem za sekundu. Vypočte se ze známého zdvihu pístu (zadaného v metrech) a počtu otáček za minutu:
{\displaystyle c_{s}={\frac {2\cdot n\cdot s}{60}}}
- cs - střední pístová rychlost [m/s]
- s - zdvih pístu [m]
- n - otáčky stroje [1/min]

## Pomaluběžné / rychloběžné motory
Spalovací motory s velkým vrtáním a nízkými otáčkami jsou vznětové motory nebo parní stroje. Zážehový motor s velkým vrtáním nelze totiž z principu postavit; účinnost či cena paliva jsou zde důvody druhořadé. Zážehové motory velkého výkonu musejí být mnohaválcové a potom nebývají nízkootáčkové. [zdroj?]
Veličina střední pístová rychlost osvětluje někdy vágně a zdánlivě rozporně používané pojmy pomaluběžný motor / rychloběžný motor. S těmi se lze setkat ve dvou významech:
- odborná technická literatura pojednávající o spalovacích motorech označuje jako pomaluběžné motory s cs nižší než asi 7,5 m/s.[zdroj?] Kritérium tedy postihuje motory jakýchkoliv hlavních rozměrů, tedy i malé zážehové motory. Členění má spíše historický význam, nové pomaluběžné motory v tomto smyslu slova sotva ještě vznikají.

- v lidovém úzu je pomaluběžný motor synonymem pro nízkootáčkový motor. Laickou veřejností jsou vnímány (hlavně asi podle akustického vjemu) jako pomaluběžné motory, které pracují s otáčkami nižšími než zhruba 1000 ot./min[1], čili vznětové (dieselové) motory velkých rozměrů (stacionární, lodní nebo lokomotivní).

Ve veřejném prostoru v ČR či SR se setkáváme především s nízkootáčkovými lokomotivními motory ČKD 6 S 310 DR (u lokomotivních řad 720 a 721), přeplňovanými K 6 S 310 DR (u řad 751, 749, 770, 771), K 8 S 310 DR (řady 775 a 776) či sovětskými dvoudobými 14 D 40 u lokomotiv řady 781.
Pro srovnání:
- jeden z největších motorů současnosti, lodní Wärtsilä-Sulzer RTA96-C, má při zdvihu 2500 mm a 102 otáčkách za minutu cs=8,5 m/s. Jde o dvoudobý motor; kvůli dobrému vymezení a utěsnění prostoru pod pístem má křižákové uspořádání s pístní tyčí (lze přirovnat k parnímu stroji), a tedy velké posuvné hmoty; výrobce sám motor charakterizuje jako low-speed.[2]
- zmíněný lokomotivní šestiválec K 6 S 310 DR byl se svou střední pístovou rychlostí cs=9,3 m/s při 775 ot/min.[3] v době svého vzniku (první pol. 60. let) odbornou veřejností vnímán jako rychloběžný; toto je zde dosud citováno v některých článcích
- ještě starší automobilní motor Tatra 111A měl při otáčkách 1600/min. střední pístovou rychlost cs=7,0 m/s; toto je jeden z příznaků jeho zastaralosti, ale laicky není jako pomaloběžný vnímán.